# Словесные названия российского оружия/Я
Словесные названия российского оружия
А
Б
В
Г
Д
Е
Ё
Ж
З
И
К
Л
М
Н
О
П
Р
С
Т
У
Ф
Х
Ц
Ч
Ш
Щ
Э
Ю
Я
- «Яблоко» — носимая аварийно-связная КВ радиостанция Р-610-1
- «Яблоня» — артиллерийский прицел ночной АПН-3 (1ПН1)
- «Яблоня» — аппаратура перехвата каналов П-155
- «Явор» — импульсная прожекторная установка на Ту-2Р
- «Ягуар» — опытный плавающий автомобиль УАЗ-3907
- «Ягуар» — авиационный прицельно-навигационный комплекс
- «Ягуар» — истребитель танков ИТ-1 «Ягуар» об.150 (на базе Т-62 с ПТРК 2К4)
- «Яд» — авиационная обзорная РЛС на Ту-95К
- «Ядро» — вертолётная связная радиостанция
- «Ядро» — авиационная бортовая АСУ на МиГ-23-98
- «Як» — автопилот крылатой ракеты Х-20
- «Якорь» — корабельная артиллерийская РЛС
- «Ямайка» — бронежилет
- «Ямал» — ракета-носитель
- «Яна» — электрошоковое устройство
- «Январец» — подъёмный кран КТ-80 (КС-7571) на базе МАЗ-547А
- «Янтарь» — океанографическое исследовательское судно проекта 22010 (для ВМФ)
- «Янтарь» — серия космических аппаратов детальной фоторазведки («Зенит»)
- «Янтарь» — авиационная РЛС
- «Янтарь-2» — установка авторулевого
- «Яр» — аппаратура радиоуправления крылатой ракеты Х-20
- «Ярославец» — многоцелевой катер пр.376
- «Ярс» — новейшая МБР РС-24
- «Ярус» — опытная самоходная ИК прожекторная установка на АТ-П
- «Ярус» — ёмкостное периметровое средство обнаружения
- «Ярус» — артиллерийский подвижный наблюдательный пункт АПНП-2 (об.565)
- «Ясень» — многоцелевая АПЛ пр. 885 [Granay]
- «Ясень» — наземное передающее устройство для связи с самолётами
- «Ясень» — корабельная радиостанция
- «Ястреб» — авиационная ракето-торпеда АПР-2
- «Ястреб» — авиационная бортовая связная КВ радиостанция Р-856
- «Ястреб» — сверхзвуковой дальний БПЛА Ту-123 (ДБР-1); опытный Ту-139 (ДБР-2)
- «Ястреб» — патрульный катер пр. 12260
- «Ястреб» — сторожевой корабль пр. 29
- «Ястреб» — сторожевой корабль пр. 11540 (Неустрашимый) [Neustrashimy]
- «Ястреб» — авиационный ИК-прицельный комплекс
- «Ястреб» — комплекс аппаратуры уплотнения кабельных линий связи (П-304)
- «Ястреб» — космический скафандр
- «Ястреб-Топаз» — телеметрическая станция
- «Ястребок» — мобильная аэродромная радиостанция
- «Ятаган» — корабельная система управления ЗРК «Волна» 4Р-90
- «Ятаган» — авиационная система РЭБ Л-190
- «Ятаган» — авиационная ПКР на Су-30МК
- «Ятаган» — танк Т-84-120 (экспортный)
- «Яуза» — нашлемная система целеуказания унифицированная
- «Яуза» — пассивный радиогидроакустический буй
- «Яхонт» — базовый минный тральщик пр.1265 [Sonya]
- «Яхонт» — сверхзвуковая ПКР П-1100
- «Яхта» — аппаратура ЗАС Т-219
- «Яхта» — корабельная ГАС
- «Ячмень» — связной КВ радиоприёмник Р-309
- «Яшма» — аппаратура фототелетайпной связи
- «Ящерица» — 30-мм фугасная граната БМЯ-31 к гранатомёту-пистолету «Дятел»